# Історія освоєння мінеральних ресурсів Південно-Африканської Республіки

Історія освоєння мінеральних ресурсів Південно-Африканської Республіки

## Давні часи
З давніх часів разом з розробкою каменя, місцеві племена видобували залізні руди для отримання барвників. В ранньому середньовіччі ведуть розробку руд міді й заліза та виплавляють метали. Залишки давнього залізного рудника (VIII ст.) збереглися в районі м. Пхалаборва. У XIII ст. вівся видобуток руд міді в окрузі Летаба, у XVI ст. — олова в Ройберзі й золота в Трансваалі.

## Початок освоєння країни європейцями. 17-19 ст.
Із заснуванням Нідерландською Ост-Індською компанією Капської колонії (1652 р.) починається цілеспрямована розвідка корисних копалин. В 1685 р. на пошуки мідних руд була відправлена експедиція в Намакваленд. З кінця XVIII ст. ведуться розробки родовищ свинцевих руд в Ейтенхахі (Капська провінція) і поблизу Преторії (Трансвааль). У 1806 р. на території Пріски виявлені поклади азбесту, в 1840 р. — кам'яне вугілля в Натале (видобуток почався з 1852 р.). У середині XIX ст. почалася експлуатація родовищ міді на заході Капської провінції.
Перші розсипи золота й алмазів виявлені у 60-і роки XIX ст. на ріках Оранжева й Вааль, але становлення ПАР як провідної гірничодобувної країни бере відлік від виявлення потужних «сухих» родовищ цих копалин.
В 1869 р. на річці Вааль поблизу Кімберлі відкрито перше у світі корінне (нерозсипне) родовище алмазів (від назви селища виник геологічний термін «кімберлітова трубка»). Протягом 1-2 років були виявлені 7 колоноподібних жил діаметром від 25 до 450 м. В 1871 р. на алмазних копальнях працювали понад 10 тис. старателів, що свідчило про справжню «алмазну лихоманку». До 1881 р. в районах Де-Бірс, Бюлтфонтейн, Кімберлі було подано понад 3200 заявок на гірничі роботи, але з 1886 р. видобуток алмазів було практично монополізовано компанією «De Beers», що пов'язана з англійським капіталом. Роботи велись в основному відкритим способом (траншеями), але з поглибленням робіт алмази не зникли, що призвело до формування котлованів, а пізніше — до будівництва шахт.
У 1886 р. було відкрите унікальне родовище золотоносних руд Вітватерсранд. Район розташування золоторудних тіл займав розміри 350х200 км в провінціях Трансвааль та Оранжева. Розробка родовища (поклади метаморфізованих конгломератів товщиною 0,3-4,5 м) почалася з півночі (з боку Йоганнесбургу). Населення міста за період з 1887 р. по 1896 р. зросло з 3 тис. до 102 тис. мешканців (здебільшого європейців). Темпи видобутку золота дуже швидко звернули увагу всього світу. Вже наприкінці XIX ст. золото забезпечувало 97 % експорту країни, а на рудниках працювало більше 100 тис. гірників. Середній вміст золота становив 17-20 г на 1 т породи.
У 1864 р. почали експлуатувати вугільні родовища в Капській провінції. У 1880-90-і роки спостерігається швидкий розвиток нових вугільних басейнів в Трансваалі (Боксбург, Вітбанк), що було пов'язано з економічним ростом країни, будівництвом залізниць, зростанням гірничої промисловості. залізні руди починають видобувати з 1860 р. в Прествіку (провінція Натале); хроміти — з 1865 р. в Рюстенбурзі; стибієві руди з 1906 р. в окрузі Барбертон; марганцеві руди з 1910 р. на півночі Натале, а нікелеві у Піланесберзі.

## ХХ-XXI ст.
На початку XX ст. головну роль продовжувала відігравати золотодобувна і алмазодобувна промисловість. У 1902 р. в Трансваалі відкрита трубка «Прем'єр», де знайдено найбільший у світі алмаз «Куллінан» (3106 каратів). У 1913 р. Південноафриканський Союз постачав 3/4 світової продукції алмазів. З 1952 р. на родовищі Вітватерсранд почався видобуток урану. Максимальний обсяг видобутку золота припадає на 1970 р. — 1000,4 т.
Економічна блокада країни (до скасування апартеїду) призвела до нарощування видобутку вугілля до 200 млн т на рік (1970—1980-і роки), з якого виготовляли навіть пальне для автомобільного транспорту. Незважаючи на економічний спад кінця XX ст. ПАР залишається однією з найбільш розвинутих гірничодобувних країн світу з потужним експортом золота, алмазів, вугілля, уранових та поліметалічних руд.
У кінці XX ст. на гірничу промисловість ПАР припадало 25 % валової промислової продукції. У 1997 р. продукція гірничодобувної промисловості становила 8 % ВВП і 67 % загальної суми експортних надходжень. ПАР — провідний продуцент золота, алмазів, металів платинової групи, ванадію, феросплавів, марганцевої і хромової руд, один з найбільших постачальників урану, вугілля, свинцевих концентратів, стибію, вермікуліту, цирконію. У країні у великих масштабах добувають також залізні, мідні, кобальтові і поліметалічні руди, азбест, слюду, фосфорити, флюорит.
На початку XXI ст. спостерігається тенденція до деякого зниження видобутку золота і водночас збільшення виробництва платини і МПГ, вугілля, титану. Основний гірничопромисловий район — Вітватерсранд на півдні пр. Трансвааль, де на 1 % території країни сконцентровано 50 % промислового потенціалу. У структурі гірничодобувної галузі домінує видобуток гірничорудної сировини (золотих і уранових руд, руд чорних металів) — 74 % від вартості всієї продукції галузі. ПАР повністю задовольняє власні потреби у багатьох видах мінеральної сировини і є великим їх експортером. Експортується 85 % сировини 40 видів (2/3 всього експорту країни). З 1998 р. в ПАР здійснюється програма DEEPMINE, направлена на підвищення безпеки, ефективності і рентабельності провадження гірничих робіт на глибинах 3-5 км.

## Гірничі університети
Фахівців в галузі гірництва готують в університетах Вітватерсранда (1922 р.) та Преторії (1908 р.).